# Condruzische Ardennen
De Condruzische Ardennen vormen een langgerekte geomorfologische streek van België langs de noordelijke rand van het synclinorium van Dinant. Er dagzomen harde gesteenten uit het Vroeg-Devoon met subverticale neiging. Het gaat hier om een relatief smalle opduiking van formaties die ook in de Ardennen voorkomen; het gebied ligt parallel aan de Ardennen, zo’n 45 km ten noorden ervan.

## Geomorfologie
Aan de noordzijde is er een depressie in schalie uit het Siluur die de Eifelbreuk nauw volgt. Ten zuiden van deze Vroeg-Devoonse kam is er ook een depressie ontwikkeld in schalie van het Couviniaan (Midden-Devoon). Het gebied sluit vervolgens aan bij de Condroz. 
Het betrekkelijk vlakke oppervlak van de Condruzische Ardennen komt overeen (ten oosten van Namen) met het pre-Tongriaans erosievlak. 
Aan het oostelijke uiteinde van het synclinorium van Dinant (ten oosten van de Ourthe, ten noorden van Esneux), zijn de Condruzische Ardennen van de Condroz gescheiden door een lithologische helling die over het algemeen niet erg hoog is (15 tot 20 m) maar wel goed herkenbaar: deze markeert de overgang van de Givetiaan kalksteen naar zandsteen van het Couviniaan en het Emsiaan. In de streek van Gomzé-Andoumont (Côte des Forges) bereikt het hoogteverschil van deze helling 40 tot 60 m.

## Uitlopers van de Condruzische Ardennen

### Marlagne
Ten westen van de Maas van Dinant worden de Condruzische Ardennen verdergezet door de Marlagne. De voornaamste kenmerken van dit gebied zijn analoog aan die van de Condruzische Ardennen. De hoofdkam (Haute Marlagne) bestaat uit zandsteen van het Vroeg-Devoon en overheerst, naar het zuiden toe, de voor-condruzische depressie en de noordelijke rand van de Condroz. 

### Pays meusien
Net ten zuiden van Namen ligt er aan de noordzijde van de Condruzische Ardennen een reeks kleine geomorfologische eenheden, het Pays meusien. Deze zijn over het algemeen goed geïndividualiseerd ten opzichte van elkaar en komen voor als depressies of als lange O-W kammen, die wel vaak onderbroken zijn en lager dan de hoofdkam. Het onderscheid tussen de verschillende gebieden komt door de weerstand van de gesteenten tegen erosie en ook door de locatie van de breuken. Men onderscheidt achtereenvolgens van Z naar N: 
- een depressie die ingesneden is in de schalie van het Siluur (het Pays sambrien, eveneens de depressie van Marlagne genaamd);
- een psammitische tige (kam in het Famenniaan), de tige van de Marlagne;
- een zoom van kalksteen uit het Carboon in geringe depressie (de oostelijke kalkhoudende Basse Marlagne); 
- een nauwe kam in het deel van het Houiller dat bestaat uit zeer harde zandsteen en phtanniet (Samber-kam).

### Pays d'Acoz
Ten westen van de Ruisseau d’Acoz (bijrivier van de Samber die uitmondt in Châtelet) en tot aan het Eau d’Heure ligt het Pays d’Acoz: een uitloper van de Condruzische Ardennen (Marlagne). De Cenozoïsche lagen van de Marlagne worden hier door Tertiair zand en grind bedekt, dat is afgedekt met löss. Door het zandige substraat is de löss slechts matig vochtig en dus gunstig voor landbouw. Deze streek (hoogte: 200 tot 240 m) wordt versneden door de zijrivieren van Samber en Eau d’Heure.

### Zuidelijke Thudinie
Over het Eau d’Heure naar de Franse grens is de ondergrond samengesteld uit Ardeense gesteenten en Tertiaire zanden en bedekt met löss. Dit gebied heet de zuidelijke Thudinie (genaamd naar de historische stad Thuin). Het löss is er een tiental meter dik en bedekt Paleozoïsche doorlatende kalksteen. Men vindt er dan ook een landschap met uitgebreide landbouwgronden, die relatief zwaar zijn door de menging met kleirijke resten van de dekkingslaag van krijt uit het Mesozoïcum. 